# خفر السواحل التركية
خفر السواحل التركية (بالتركية: Türk Sahil Güvenlik)‏ هي فرع من فروع القوات المسلحة التركية، تم تأسيسها سنة 1859م.

## المنظمة
التابعة لإدارة الحراسة (التركية العثمانية: Muhafaza Memurluğu)، وخفر السواحل هي المسؤولة عن السيطرة على السواحل ومكافحة التهريب. خلال فترات السلم، تكون تحت قيادة وزارة الداخلية التركية. ومع ذلك، خلال فترة الطوارئ، أو أثناء الحروب، تكون تحت قيادة البحرية التركية.
في حرس السواحل يتم تنظيم الأوامر في أربعة مناطق وهي :البحر الأسود، وبحر مرمرة ومضيق المجاورة، وبحر إيجة، والبحر الأبيض المتوسط.

## القوة
تتكون قوة خفر السواحل من حوالي 2200 فرد، وهي القوة المسؤولة عن الحفاظ على أمن السواحل والمياه الإقليمية، وكذلك في بحر إيجة و هي الحدود المتنازع عليها مع اليونان. كما يتولى خفر السواحل مسؤولية عمليات البحث والإنقاذ، بالإضافة إلى حماية البيئة البحرية.

## بعثة
قيادة خفر السواحل هي خدمة الأمن، الذي أنشئ في 9 يوليو 1982 من قبل Act.2692، بهدف أداء مهام مثل: توفير الأمن من السواحل التركية، والمياه الإقليمية والمياه الداخلية مثل بحر مرمرة ومضيق إسطنبول وكاناكالي، الموانئ والمرافئ وممارسة هذه الحقوق والصلاحيات التي تمارس تركيا حقوق السيادة وفقا لقواعد كل من القوانين الوطنية والدولية في المناطق البحرية التي تقع خارج نطاق المسؤولية العامة للقوات البحرية التركية ومنع وملاحقة كل أنواع أنشطة التهريب نفذت عن طريق البحر.
البعثات،
واتهم القيادة مع خفر السواحل من قبل القانون. 2692 هي:-
- لحماية وتوفير الأمن لسواحلنا ومياهها الإقليمية، * لتوفير سلامة الأرواح والممتلكات في عرض البحر.
- اتخاذ التدابير اللازمة للألغام غير المربوطة والمتفجرات والمواد المشبوهة التي تم تحديدها في البحر وعلى السواحل وتقديم تقرير عنها للسلطات المعنية.
- مراقبة وفحص ظروف التشغيل من المساعدات للملاحة وتقرير النواقص الملاحظة إلى السلطات المعنية، * لنزع سلاح اللاجئين الذين يدخلون إلى مياهنا الإقليمية وتسليمها إلى السلطات المعنية.
- لمنع جميع أنواع التهريب التي تنفذ عن طريق البحر الأحمر.
- لمنع أعمال السفن والزوارق البحرية في انتهاك قوانين النظافة الراديو، جواز السفر، ورسو، رباط، وصيد الأسماك والغطس، ورفع العلم.
- لفحص المنتجات المائية الصيد، * لإجراء عمليات تفتيش من أجل منع التلوث البحري.
- لمنع تهريب الآثار من قبل على إجراء عمليات التفتيش على أنشطة الغوص.
- لتنفيذ مهمات البحث والإنقاذ في البحث والإنقاذ للمنطقة وتركيا، وفقا لاتفاقية الدولي للبحث والإنقاذ واللوائح الوطنية للبحث والإنقاذ.
- لفحص سياحة اليخوت، * المشاركة في العمليات التي أجريت من أجل أمن الوطن تحت قيادة القوات البحرية، عندما أمرت بذلك.

## معدات

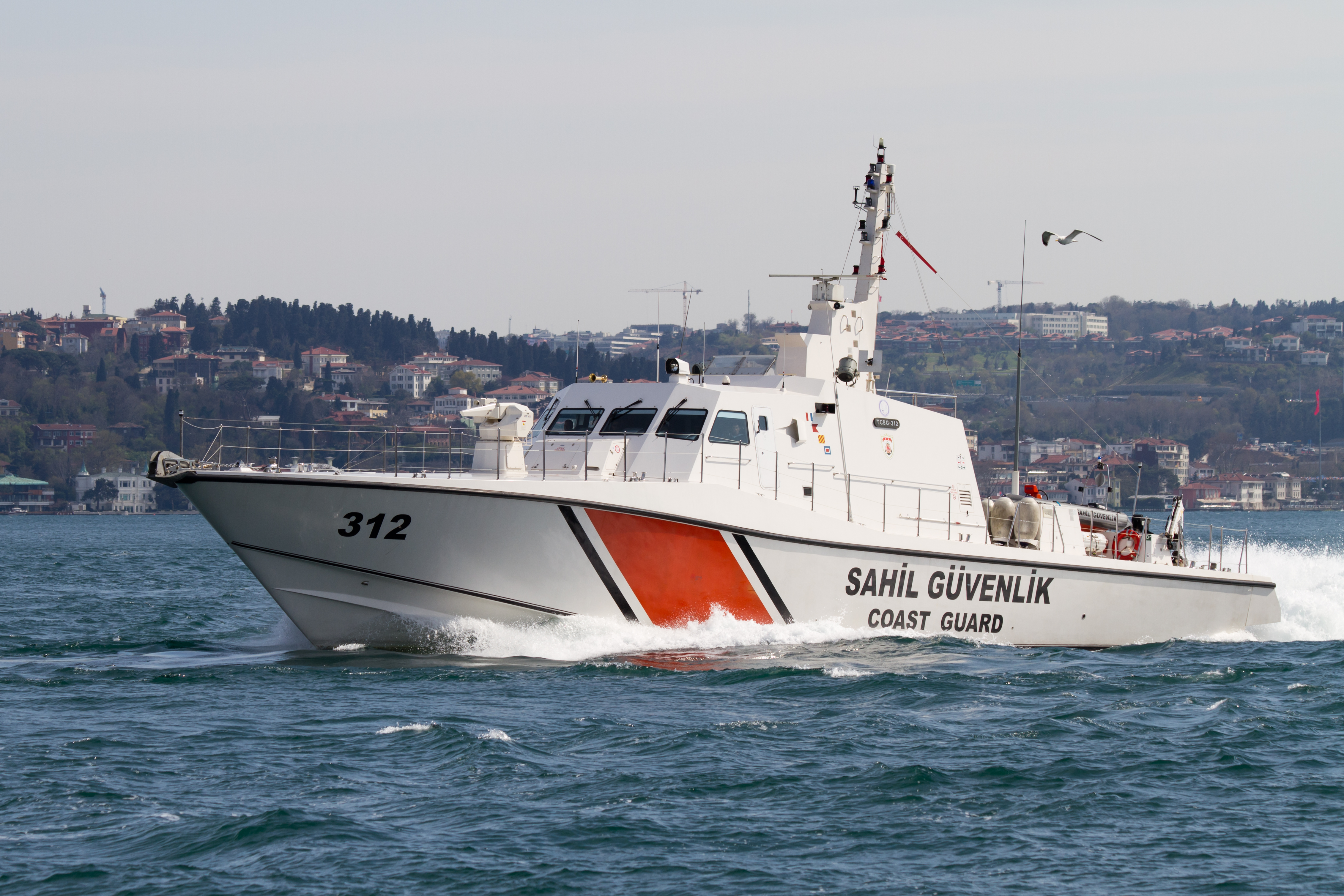
زورق دورية من خفر السواحل التركية.

وتنفذ دوريات السطح من قبل سفن الدورية 52 وأصغر الحرفية. الأكثر فعالية من هؤلاء 14 بحث وإنقاذ السفن (220 طنا) من تصميم التركي. أصغر 150 طن و70 طن من زوارق دورية ألماني تصميم يقتربان التقادم في منتصف 1990s. توقعت خطة طموحة إلى تعزيز البناء الرئيسية في الخدمة مع ثماني سفن جديدة من 350-400 ألف طن و48 سفينة من 180-300 طن.
| Turkish Coast Guard |                                                                    |
| قارب                |                                                                    |
| 1                   | Search and Rescue Ship (1700 Ton) (3 more in construction)         |
| 14                  | 80 Class CG Boats (195 Ton)                                        |
| 14                  | Turkish Type CG Boats (180 Ton)                                    |
| 4                   | SAR 35 CLASS (210 Ton)                                             |
| 10                  | SAR 33 CLASS (180 Ton)                                             |
| 13                  | KAAN 33 CLASS (113 Ton)                                            |
| 9                   | KAAN 29 CLASS (97 Ton)                                             |
| 1                   | KAAN 20 CLASS (30 Ton) (17 more in construction)                   |
| 18                  | KAAN 15 CLASS (21 Ton)                                             |
| 8                   | KW 15 CLASS (70 Ton)                                               |
| 12                  | CG Picket Boats (29 Ton)                                           |
| n/a                 | CG Control Boats (Rubber Inflatable Boats)                         |
| n/a                 | KEGAK (Coastal Safety and Salvage) Teams (Rubber Inflatable Boats) |
| n/a                 | SAGET (Coast Guard and Safety) Teams (Rubber Inflatable Boats)     |
| طائرة               |                                                                    |
| 3                   | سي أن-235                                                          |
| مروحية              |                                                                    |
| 13                  | بيل 412                                                            |

## وصلات خارجية
- (بالإنجليزية) Official Turkish Coast Guard Website